# Urothoe varvarini
Urothoe varvarini är en kräftdjursart som beskrevs av Gurjanova 1953. Urothoe varvarini ingår i släktet Urothoe och familjen Urothoidae. Inga underarter finns listade i Catalogue of Life.